# Canadian Idiot
Canadian Idiot è il terzo singolo di "Weird Al" Yankovic estratto dall'album Straight Outta Lynwood ed è la parodia di American Idiot dei Green Day.

## Significato
La canzone, oltre ad essere una satira verso il nazionalismo americano, parla degli stereotipi che gli statunitensi hanno verso i canadesi.

## Tracce
1. Canadian Idiot – 2:23

## Il video
MuchMusic lanciò un concorso per la canzone sul loro sito web, il quale finì il 27 dicembre 2006. I concorrenti dovevano presentare un video di loro stessi in cui dovevano essere il "massimo canadese idiota". Cinque clip vincitrici vennero mostrate su Much On Demand. Il progetto fu cancellato dovuto alla mancanza di richieste. Comunque, un recente aggiornamento ha riportato indietro il progetto, e i cinque finalisti ricevettero delle fotocamere digitali e una registrazione personalizzata da Yankovic stesso.
Nelle esibizioni dal vivo di questa canzone, Weird Al indossa una camicia nera e una cravatta rossa, come il cantante Billie Joe Armstrong.

## Classifiche
| Classifica (2006)                | Posizione massima |
| -------------------------------- | ----------------- |
| U.S. Billboard Hot 100           | 82                |
| U.S. Billboard Hot Digital Songs | 35                |
| U.S. Billboard Pop 100           | 57                |